# Frederick Albion Ober
Frederick Albion Ober (* 13. Februar 1849 in Beverly, Massachusetts; † 31. Mai 1913 in Hackensack, New Jersey) war ein US-amerikanischer Naturforscher und Autor.

## Leben
Bereits als Junge zeigte Ober ein naturkundliches Interesse. Er sammelte fast alle Vögel Neuenglands und notierte ihr Verhalten. Nach einer allgemeinen Schulbildung arbeitete er von 1862 bis 1866 als Schuhmacher. Anschließend schrieb er sich im Massachusetts Agricultural College ein. Aus Mangel an finanziellen Mitteln verließ er das College jedoch nach kurzer Zeit. Von 1867 bis 1870 war er Angestellter in einer Drogerie. Anschließend arbeitete er erneut als Schuhmacher.
1872 gab er sein Geschäft auf, um in Florida auf die Jagd zu gehen. 1874 erforschte er den Lake Okeechobee, worüber er in  Periodika eine Beschreibung des Sees und seiner Ufer veröffentlichte. Von 1876 bis 1878 machte er ornithologische Exkursionen auf die Kleinen Antillen, wo er 22 neue Vogeltaxa entdeckte. Zwei von ihnen – der Kleinantillen-Schopftyrann (Myiarchus oberi) und der Montserrattrupial (Icterus oberi) – wurden 1877 und 1880 von George Newbold Lawrence zu seinen Ehren benannt. Außerdem findet sich sein Name in der Olivgrau-Ameisenvogel-Unterart Dysithamnus mentalis oberi (Ridgway, 1908) und in der Schreieulen-Unterart Pseudoscops clamator oberi (Kelso, EH 1936).
Vom Wunsch getrieben, die Spuren der frühen amerikanischen Zivilisation zu sehen, reiste Ober 1881 durch Mexiko. Während dieser und zwei weiteren Exkursionen sammelte er das Material für mehrere Bücher. Nach seiner Rückkehr bereitete er, im Auftrag von wissenschaftlichen Gesellschaften, Vorträge seiner Reisen vor. Später veranstaltete er eine Reihe von populären Vorträgen, bei denen er seine fotografischen Darstellungen mit Hilfe einer Laterna magica projizierte. Diese Vorträge, die ursprünglich vor dem Lowell Institute in Boston gehalten wurden, hatten unter anderen die Titel „Mexico, Historical and Picturesque“, „Ancient Cities of Mexico“, „The Mexican Indian“, „Adventures in the West Indies“ und „Through Florida with Gun and Camera“. Während seiner 30-jährigen Karriere als Autor veröffentlichte Ober über 40 Werke, darunter waren hauptsächlich Reisebücher, aber auch Bücher über Vögel und biografische Werke über Amerigo Vespucci, Hernán Cortés und Israel Putnam. 1904 gehörte er zu den Mitbegründern des Explorers Club.

## Werke (Auswahl)

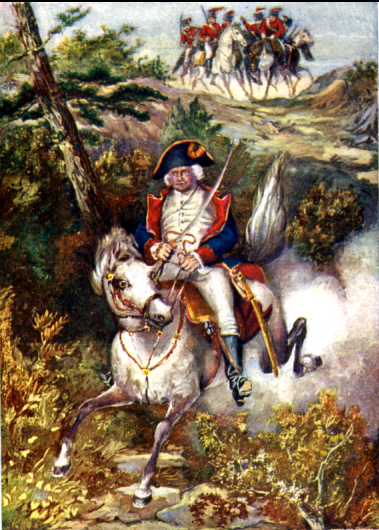
“Old Put” the patriot

- 1880: Camps in the Caribbees: The Adventures of a Naturalist in the Lesser Antilles
- 1884: Mexican resources: a guide to and through Mexico
- 1888: A Boy’s Adventures in the West Indies
- 1895: Josephine, empress of the French
- 1897: Under the Cuban Flag: Or, The Cacique’s Treasure
- 1898: Crusoe’s Island; a bird-hunter’s story
- 1900: The Storied West Indies
- 1901: The last of the Arawaks: a story of adventure on the Island of San Domingo
- 1903: The Navy Boys’ Cruise with Columbus or The Adventures of Two Boys Who Sailed with the Great Admiral in His Discovery of America
- 1904: Our West Indian neighbors: the islands of the Caribbean Sea, “America’s Mediterranean”: their picturesque features, fascinating history, and attractions for the traveller, nature-lover, settler and pleasure seeker
- 1904: “Old Put” the patriot
- 1905: Hernando Cortés, Conqueror of Mexico
- 1906: Vasco Nuñez de Balboa
- 1906: Pizarro and the conquest of Peru
- 1906: Ferdinand De Soto and the invasion of Florida
- 1907: Heroes of American History: Amerigo Vespucci
- 1908: A Guide to the West Indies and Bermudas: With Maps and Many Illustrations
- 1910: Mexico, Central America, and West Indies
- 1912: A Child's History of Spain